# 千寿製薬
千寿製薬株式会社（せんじゅせいやく、英文:SENJU PHARMACEUTICAL CO., LTD.）は、大阪府大阪市中央区瓦町三丁目に本社を置く医薬品メーカーである。眼科薬に強く、一方で耳鼻科向けの医薬品でも、その名を知られている。

## 会社概要
主に眼科薬関連を製造する製薬メーカーである。また一般消費者向けの目薬･点眼薬のブランド「マイティア」でも知られる。
一般消費者向け部門は販売を第一三共ヘルスケアに一任している。眼科医院など業務薬部門は自社営業ルートでセールスを実施。売上げの構成比は一般薬‐約13%、医療用医薬品‐約80%。近年は、耳鼻咽喉科向け医薬品の研究開発を新設した研究所で行っている。

## 沿革
- 1947年（昭和22年）
  - 4月9日：大阪府大阪市天王寺区石ヶ辻町にて設立。初代社長は都筑博。
  - 7月：第1号製品「白血球増加剤:パニールチン注射液」を発売。
- 1949年（昭和24年）
  - 2月：谷村霊真が代表取締役社長に就任。
  - 6月：本社を大阪府大阪市西成区梅南通七丁目5番地に移転。
  - 9月：本社を大阪府大阪市東区平野町二丁目42番地、工場を兵庫県芦屋市岩園町482番地に移転。
- 1951年（昭和26年）6月：武田薬品工業株式会社との販売契約を締結。
- 1955年（昭和30年）12月：吉田正雄が代表取締役社長に就任。
- 1958年（昭和33年）12月：白内障治療剤「カタリン点眼液」を発売。
- 1962年（昭和37年）12月：兵庫県伊丹市大鹿桜ケ丘一丁目1番地に原料合成工場として伊丹工場を開設。
- 1965年（昭和40年）
  - 4月：涙液型目薬「マイティア」、「人工涙液マイティア」を発売。
  - 5月：本社を大阪府大阪市北区同心町一丁目83番地に移転。
- 1972年（昭和47年）3月：本社事務所及び大阪営業所を大阪府大阪市東区平野町三丁目28番地に移設。
- 1974年（昭和49年）
  - 6月：兵庫県神崎郡福崎町西治に福崎工場を開設。
  - 7月：「センジュ コンタクトレンズ用剤」を発売。
- 1977年（昭和52年）6月：一般目薬「ビドー」を発売。
- 1978年（昭和53年）
  - 6月：吉田祥二が代表取締役社長に就任。
  - 3月：中高年用目薬「ビドー40」を発売。
- 1979年（昭和54年）
  - 2月：外傷救急薬「クエスト99」を発売。
  - 11月：抗菌用目薬「ビドーSG」を発売。
- 1980年（昭和55年）
  - 2月：コンタクトレンズ用目薬「マイティアCL」を発売。
  - 8月：コンタクトレンズ用目薬「センジュCL目薬」を発売。
- 1981年（昭和56年）4月：子供用目薬「こどもマイティア」を発売。
- 1982年（昭和57年）10月：本社を大阪府大阪市東区三丁目6番地の1へ移転。
- 1983年（昭和58年）9月：福崎工場第2期工事完成。
- 1984年（昭和59年）：一般清涼目薬「ビドークール」を発売。
- 1985年（昭和60年）：一般目薬「ビドーフレッシュ」、「ビドースイムS」を発売。
- 1987年（昭和62年）
  - 2月：アレルギー用目薬「ビドーA2」を発売。
  - 6月：中高年用目薬「ビドー40F」を発売。
- 1989年（平成元年）：一般清涼目薬「マイティアクール」を発売。
- 1993年（平成5年）：米国ロサンゼルスに事務所を開設。
- 1994年（平成6年）：「マイティアイージー」を発売。
- 1996年（平成8年）：「マイティアイージーS」を発売。
- 1999年（平成11年）：コンタクトレンズ用目薬「マイティアCLクール」を発売。
- 2001年（平成13年）：アメリカ合衆国・オレゴン州に研究所を設立。
- 2002年（平成14年）：「NewマイティアCLシリーズ」を発売。
- 2003年（平成15年）
  - 5月：一般清涼目薬「マイティアクリーンクール」を発売。
  - 10月：スイッチOTC抗消炎成分配合眼科薬「マイティア アイテクト」を発売。
- 2004年（平成16年）
  - 5月
    - O2・ハードコンタクトレンズ用ケア用剤「NewマイティアイージーS」を発売。
    - オランダ・アムステルダムに駐在事務所を開設。
- 2005年（平成17年）2月：涙液型目薬「マイティアモイスチャーA」を発売。同時に、涙液型目薬「新マイティアA」とO2・ハードコンタクトレンズ専用装着液「マイティアハードレンズ装着液」のパッケージをリニューアル。
- 2006年（平成18年）
  - 4月：Senju U.S.A. INCを設立、中国北京市に事務所を開設。
  - 6月：吉田有宏が代表取締役社長に就任。
- 2008年（平成20年）
  - 3月：一般用目薬「マイティア美瞳（ビドー）」を発売。
  - 12月：佐賀県唐津市石志に唐津工場を開設。
- 2009年（平成21年）1月：スイッチOTC抗消炎成分配合・アレルギー専用眼科薬「マイティア アイテクト アルピタット」を発売。
- 2010年（平成22年）6月：コンタクトレンズ用目薬「ファーストマイティアCL-B」を発売。
- 2011年（平成23年）7月：コンタクトレンズ用目薬「NewマイティアCL」シリーズ（CL・CLクール・CLクールHi）をパッケージリニューアル。
- 2012年（平成24年）
  - 1月：スイッチOTC抗消炎成分配合・アレルギー専用眼科薬「マイティア アイテクト アルピタットN」を発売。
  - 4月：コンタクトレンズ用目薬「ファーストマイティアCL-G」を発売。
  - 8月：唐津工場第二期ラインが完成。
- 2013年（平成25年）
  - 2月：コンタクトレンズ用目薬「ファーストマイティアCL-P」を発売。
  - 7月：コンタクトレンズ用目薬「NewマイティアCLアイスクラッシュ」を発売。
- 2015年（平成27年）1月：アレルギー専用眼科薬「マイティア アルピタットEXα」・「マイティア アルピタットNEXα」を発売。
- 2017年（平成29年）
  - 4月：一般向け製品の販売元が武田コンシューマーヘルスケア株式会社（現:アリナミン製薬株式会社）へ移管。
  - 6月：一般用目薬「マイティア ピントケアEX」「マイティア ピントケアEX マイルド」を発売。
- 2018年（平成30年）
  - 3月12日：同年2月に新本社ビルが竣工し、本社を現在地へ移転[2]。
  - 6月：コンタクトレンズ用目薬「NewマイティアCLアイスリフレッシュ」発売。本品よりパッケージ正面右上に当社のコーポレートロゴ（SENjU）が表記されるようになる[注 2]。
  - 10月：コンタクトレンズ用目薬「NewマイティアCLビタクリアクール」発売。
- 2019年（平成31年/令和元年）
  - 2月：研究開発拠点を兵庫県神戸市中央区の神戸イノベイティブセンターへ移転・集約[3]。
  - 6月：吉田周平が代表取締役社長に就任。
- 2020年（令和2年）
  - 4月：コンタクトレンズ用目薬「NewマイティアCL-s」、「NewマイティアCLクール-s」、「NewマイティアCLクールHi-s」をリニューアル発売及び、眼科薬「マイティアV」を発売。
  - 10月：コンタクトレンズ用目薬「NewマイティアCL-Wケア」を発売。
- 2022年（令和4年）
  - 1月：アレルギー専用眼科薬「マイティア アルピタットEXα7」・「マイティア アルピタットNEXα7」を発売。
  - 4月：日本国内での医療機器の販売を開始。
  - 8月：ヴィクシオンと戦略的資本業務提携を締結[4]。
  - 10月：眼科薬「マイティアVプラス」を発売。
- 2023年（令和5年）2月：機能性表示食品「onoono for eye」を専用ECサイトを通じて発売（楽天市場及びAmazon.co.jpにも支店を出店）。
- 2024年（令和6年）
  - 3月29日：アリナミン製薬株式会社（旧・武田コンシューマーヘルスケア株式会社）で販売を行っていた「マイティア」ブランドの製造販売を終了（武田薬品工業株式会社の時から59年続いた「マイティア」ブランドの販売契約をこの日をもって終了）[5]。
  - 4月1日：第一三共ヘルスケア株式会社との間で「マイティア」ブランドの販売提携を開始。これに伴い、ハードレンズ装着液を含む現行製品19品目のパッケージデザインを刷新して同月11日にリニューアル発売[6][7]。
  - 9月18日：眼科薬「マイティアピントケア40メディカルマイルド」・「マイティアピントケア40メディカル」を発売。第一三共ヘルスケアとの販売提携後初の新製品となる。
- 2025年（令和7年）3月14日 - ブリモニジン硝酸塩液を充血除去成分として配合した「マイティアルミファイ」を発売。当社初の要指導医薬品となる。

## 企業スローガン
- 『"見える"の向こうにあるものを。』

## 主要製品
()内の数字はクール度（清涼感）レベルを表す。なお、パッケージにクール度レベルが表記される当初は（なし）から（5）までの6段階表記（「ファーストマイティアCL」シリーズでは(0)から(8)までの9段階表記）だったが、「NewマイティアCLアイスクラッシュ」が発売された2013年7月以降は（0）から（10）までの11段階表記とクール度レベルが細かくなり、清涼感がある一部の製品は11段階表記への移行に伴ってクール度レベルが見直されている。
「NewマイティアCL」シリーズはソフトコンタクトレンズを含む全てのコンタクトレンズ装用中またはコンタクトレンズ非装用時どちらの場合でも点眼可能である（一部カラーコンタクトレンズ装用中は点眼不可の商品がある）。
なお、2024年4月のパッケージデザイン刷新に伴って、これまで個装箱に施されていた外装透明フィルムが省かれ、携帯袋の添付も廃止された。
- マイティアルミファイ【要指導医薬品】（0）：本品は他の「マイティア」シリーズとは異なり、円柱形ケースに点眼容器が収納されており、台紙付きのフィルム包装で密封されている。また、容量は2.5mlと5mlの2種類[注 3]を設定しており、容量を問わず同じ容器を使用しているため、2.5mlの場合は液量が少なく見える。
- NewマイティアCLシリーズ
  - -s【第3類医薬品】（0）：従来の「NewマイティアCL-a」にタウリンを追加配合し、添加物を一部変更（ポリソルベート80、クロルヘキシジングルコン酸塩、ヒドロキシエチルセルロースからヒプロメロース、ポリオキシエチレン硬化ヒマシ油60、pH調整剤に差し替え）した製品。
  - クール-s【第3類医薬品】（1）→（2）：従来の「NewマイティアCLクール-a」にタウリンを追加配合し、添加物を一部変更（ポリソルベート80、クロルヘキシジングルコン酸塩、ヒドロキシエチルセルロースをエデト酸ナトリウム水和物、ポリオキシエチレン硬化ヒマシ油60、アルキルジアミノエチレングリシン塩酸塩、pH調整剤に差し替え）した製品。
  - クールHi-s【第3類医薬品】（4）→（7）：従来の「NewマイティアCLクールHi-a」にタウリンを追加配合し、添加物を一部変更（エデト酸ナトリウム水和物、ポリソルベート80、クロルヘキシジングルコン酸塩、ヒドロキシエチルセルロースからヒプロメロース、ポリオキシエチレン硬化ヒマシ油60、アリキルジアミノエチルグリシン塩酸塩、pH調整剤に差し替え）した製品。
  - アイスリフレッシュ【第3類医薬品】（8）：2020年10月にパッケージデザインが変更され、外箱・ラベル・キャップの差し色をパープル系に統一された。
  - アイスクラッシュ【第3類医薬品】（10）：クール度レベルが「マイティア」ブランドの目薬中で最も高い製品。2020年10月にパッケージデザインが変更された。
  - -Wケア【第3類医薬品】（6）：クロルフェニラミンマレイン酸塩、ビタミンB6（ピリドキシン塩酸塩）、タウリン、コンドロイチン硫酸エステルナトリウムが配合された目のかゆみや疲れに対応した眼科薬で、カラーコンタクトレンズ装用中の使用は不可となる。
  - ビタクリアクール【第3類医薬品】（7）：2種類のビタミン（ピリドキシン塩酸塩(ビタミンB6)、シアノコバラミン(ビタミンB12)）とネオスチグミンメチル硫酸塩が配合された眼科薬で、カラーコンタクトレンズ装用中の使用は不可となる。2020年10月に「NewマイティアCL-Wケア」と統一したパッケージデザインに変更された。
- マイティア ピントケア40メディカル【第3類医薬品】 (4)：従来の「マイティア ピントケアEX」からアラントイン、酢酸d-α-トコフェロール（ビタミンE）、パンテノール（プロビタミンB5）、L-アスパラギン酸カリウムが省かれる代わりに、シアノコバラミン（ビタミンB12）、タウリン、コンドロイチン硫酸エステルナトリウムを配合し、液色が無色透明からシアノコバラミン由来の赤色透明に変更。価格が値下げされた（本体価格 880円→600円）(4)
  - マイティア ピントケア40メディカルマイルド【第3類医薬品】 (0)
- マイティアV【第2類医薬品】 (0) ：本品は2020年に製造を終了した「バイシン」の後継製品に位置づけられており、パッケージデザインは「バイシン」のデザインが踏襲されている。また、配合されている添加物が異なる（「バイシン」に配合されていたベンザルコニウム塩化物液、エデト酸Na、等張化剤に替わり、塩化ナトリウム、ベンザルコニウム塩化物、エデト酸ナトリウム水和物を配合）ほか、内容量はバイシンの10mlから15mlに増量された。
  - マイティアVプラス【第2類医薬品】 (6)：「マイティアV」同様、本品は2020年に製造を終了した「バイシンプラス」の後継製品に位置付けられており、パッケージデザインは「バイシンプラス」のデザインが踏襲されている。
- マイティア アイテクト【第2類医薬品】（1）→（2）：抗炎症成分プラノプロフェン配合（TVCMでは使用上の注意のテロップが挿入されている）。
  - マイティア アイテクトEX【第2類医薬品】 (4)
- マイティア アルピタットシリーズ
  - EXα7【第2類医薬品】（4）
  - NEXα7【第2類医薬品】（0）
  - EXα【第2類医薬品】（4）：既存の「マイティア アイテクトアルピタット」の処方をベースに、クロルフェニラミンマレイン酸塩を2倍に増量（0.15mg→0.3mg）し、コンドロイチン硫酸エステルナトリウムを追加配合したクールタイプ。
  - NEXα【第2類医薬品】（0）：既存の「マイティア アイテクトアルピタットN」の処方をベースに、クロルフェニラミンマレイン酸塩を2倍に増量（0.15mg→0.3mg）し、コンドロイチン硫酸エステルナトリウムを追加配合したノンクールタイプ。
  - アイテクトアルピタット【第2類医薬品】（3）→（4）：「マイティア アイテクト」に配合されているプラノプロフェンにクロモグリク酸ナトリウムとクロルフェニラミンマレイン酸塩を加え、目のアレルギー症状に特化した製品（TVCMでは使用上の注意のテロップが挿入されている）。なお、2024年4月のパッケージデザイン刷新に伴い、「マイティア アルピタット」に略された（販売名は従来通り）。
  - アイテクトアルピタットN【第2類医薬品】（0）：「マイティア アイテクトアルピタット」の処方をベースに、添加物のl-メントールを省いたノンクールタイプ（TVCMでは使用上の注意のテロップが挿入されている）。なお、2024年4月のパッケージデザイン刷新に伴い、「マイティア アルピタットN」に略された（販売名は従来通り）。
- 新マイティアA【第3類医薬品】（0）：従来の「マイティアA」にブドウ糖を追加処方した改良品。
- マイティアハードレンズ装着液【指定医薬部外品】

### 製造終了した製品
- マイティア
- ハイマイティア
- マイティアイージー
- マイティアイージーS
- NewマイティアイージーS
- マイティアA
- こどもマイティア
- マイティアクリーン
- マイティアプラス
- マイティアドライアイミニ
- マイティアSG
- マイティアA2
- マイティアAL
- マイティアOA
- マイティアクール
- マイティア40F
- マイティアCL
- マイティアCLクール
- マイティア モイスチャーA
- マイティア抗菌目薬
- マイティアビタミンB2B6E【第3類医薬品】（2）→（3）
- マイティアフレッシュ40【第3類医薬品】（2）→（3）
- マイティアクリーンクール【第2類医薬品】（4）→（7）
- マイティア ピントケアEX マイルド【第3類医薬品】（3）※第一三共ヘルスケアへの販売元変更を受けることなく2024年3月をもって製造終了。「マイティア ピントケア40メディカルマイルド」が実質的な後継製品となる。
- マイティア ピントケアEX【第3類医薬品】（7）※第一三共ヘルスケアへの販売元変更を受けることなく2024年3月をもって製造終了。「マイティア ピントケア40メディカル」が実質的な後継製品となる。
- マイティア美瞳（ビドー）【第3類医薬品】（3）→（4）
- ファーストマイティアCL-P【第3類医薬品】（0）
- ファーストマイティアCL-G【第3類医薬品】（5）
- ファーストマイティアCL-B【第3類医薬品】（5）→（8）
- マイティアCL ソフトレンズケア
- マイティアCL O2レンズケア
- マイティア コンタクトレンズ用剤シリーズ
- ビドー
- ビドー40
- ビドーSG
- ビドークール
- ビドーフレッシュ
- ビドースイムS
- ビドーA2
- ビドー40F
- センジュCL目薬
- センジュ コンタクトレンズ用剤シリーズ
- ノンメル（点鼻薬）
- クエスト99（外傷救急薬）
- ステラデント（入れ歯洗浄剤）
- レディフルAEクリーム（保湿クリーム）

### 眼科手術補助剤
化粧品原料でもあるヒアルロン酸を活用した製剤（開発・製造：資生堂）
- オペリード眼粘弾剤[注 4][注 5]

## 提供スポンサー

### 現在
- マイティアプレゼンツ ザ・プラン9のお〜きなアナ（ABCラジオ）
- おはよう!ドクター（読売テレビ、関西ローカル健康情報番組のみ）
- 朝だ!生です旅サラダ（朝日放送・テレビ朝日系）
- プレバト‼︎（MBS・TBS系）

※2019年時点では全国ネットでの提供は毎年7月から9月まで。

### 過去
- ラブラブショー（フジテレビ系）
- アイ・アイゲーム（フジテレビ系）
- TVプレイバック（フジテレビ系）
- ゴールデン洋画劇場（フジテレビ系）
- プロ野球ニュース（フジテレビ系）
- 有吉弘行のダレトク!?（カンテレ制作・フジテレビ系）
- 情報プレゼンター とくダネ!（フジテレビ系）※毎週木曜後半ナショナルスポンサー。
- 三角ゲーム・ピタゴラス（朝日放送・テレビ朝日系）
- 世界一周双六ゲーム（朝日放送・テレビ朝日系）
- 日曜プライム（テレビ朝日系）
- ワイド!スクランブル（テレビ朝日系）※毎週木曜後半ナショナルスポンサー、2009年4月から2016年3月。
- そんなコロッケな!?（TBS系）
- さんまのからくりTV（TBS系）
- さんまのSUPERからくりTV（TBS系）
- サタデープラス（MBS・TBS系) ※2016年4月から2021年3月。
- テレビドクター（読売テレビ、関西ローカル健康情報番組のみ）
- サンデー・ドクター（読売テレビ、同上）
- オールナイトニッポン（ニッポン放送）

## 歴代テレビCM出演者
- 上岡龍太郎（マイティアコンタクトレンズ用剤シリーズ）
- 安田成美（マイティアコンタクトレンズ用剤シリーズ、マイティアCL、マイティアクール）
- 下村恵理子（マイティアイージー）
- さとう珠緒（マイティアイージーS、マイティアCL）
- 吹田明日香（ビドークール）
- 河上幸恵（ビドークール）
- 鈴木紗理奈（マイティアイージーS、マイティアCL）
- ビビアン・スー（マイティアイージーS、マイティアCL、マイティアCLクール、マイティアCL ソフトレンズケア）
- 萩原匠子（マイティア アイテクト）
- 小川真奈（NewマイティアイージーS）
- 竹房敦司（NewマイティアCL）ナレーション
- 柳沢慎吾（マイティアアイテクト アルピタット）
- 矢井田瞳（マイティア美瞳）
- 前田希美（NewマイティアCLシリーズ）
- 別府あゆみ（NewマイティアCLシリーズ）
- 片瀬那奈（ファーストマイティアCL-B）
- 川澄綾子（NewマイティアCLシリーズ）ナレーション
- ボブ・サップ（NewマイティアCL アイスクラッシュ）
- マツコ・デラックス（NewマイティアCL アイスクラッシュ）
- 広瀬すず（NewマイティアCLシリーズ）※現在出演中
- 木下ほうか（マイティアピントケア）

## 協賛学会
- 日本角膜学会

## 事業所一覧
2020年（令和2年）1月1日時点
- 本社 
  - 〒541-0048：大阪府大阪市中央区瓦町三丁目1番9号

### 支店
- 北日本支店（北海道地方・東北地方エリア担当）
  - 〒060-0001：北海道札幌市中央区北1条西13丁目4番地（タケダ札幌ビル）
- 埼玉北関東信越支店（埼玉県・北関東地方・甲信越地方エリア担当）
  - 〒321-0953：栃木県宇都宮市東宿郷三丁目1番1号（中央宇都宮ビル）
- 関東第一支店（東京都エリア担当）
  - 〒103-0023：東京都中央区日本橋本町三丁目7番2号（MFPR日本橋本町ビル）
- 関東第二支店（千葉県・神奈川県エリア担当）
  - 〒103-0023：東京都中央区日本橋本町三丁目7番2号（MFPR日本橋本町ビル）
- 東海支店（東海地方・北陸地方エリア担当）
  - 〒460-0003：愛知県名古屋市中区錦二丁目4番3号（錦パークビル）
- 関西支店（関西地方・京滋エリア担当）
  - 〒541-0048：大阪府大阪市中央区瓦町三丁目1番9号
- 中国四国支店（中国地方・四国地方エリア担当）
  - 〒730-0041：広島県広島市中区小町1番25号（タケダ広島ビル2階）
- 九州支店（九州地方・沖縄エリア担当）
  - 〒812-0027：福岡県福岡市博多区下川端町9番12号（福岡武田ビル5階）

### オフィス・グループ
- 札幌オフィス（北海道エリア担当）
  - 〒060-0001：北海道札幌市中央区北1条西13丁目4番地（タケダ札幌ビル）
- 仙台オフィス（宮城県エリア担当）
  - 〒980-0014：宮城県仙台市青葉区本町二丁目18番21号（タケダ仙台ビル2階）
- 宇都宮オフィス（栃木県エリア担当）
  - 〒321-0953：栃木県宇都宮市東宿郷三丁目1番1号（中央宇都宮ビル）
- さいたまオフィス（埼玉県エリア担当）
  - 〒330-0854：埼玉県さいたま市大宮区桜木町一丁目11番地3（八十二大宮ビル）
- 東京オフィス（東京都エリア担当）
  - 〒103-0023：東京都中央区日本橋本町三丁目7番2号（MFPR日本橋本町ビル）
- 千葉オフィス（千葉県エリア担当）
  - 〒273-0012：千葉県船橋市浜町二丁目1番1号（ららぽーと三井ビル）
- 横浜オフィス（神奈川県エリア担当）
  - 〒244-0805：神奈川県横浜市戸塚区川上町90番6号（東戸塚ウエストビル）
- 新潟サテライトオフィス（新潟県エリア担当）
- 静岡サテライトオフィス（静岡県エリア担当）
  - 〒420-0851：静岡県静岡市葵区黒金町11番7号（三井生命静岡駅前ビル）
- 名古屋オフィス（愛知県エリア担当）
  - 〒460-0003：愛知県名古屋市中区錦二丁目4番3号（錦パークビル）
- 大阪オフィス（大阪府エリア担当）
  - 〒541-0048：大阪府大阪市中央区瓦町三丁目1番9号
- 京都オフィス（京都府エリア担当）
  - 〒600-8492：京都府京都市下京区四条通新町東入ル月鉾町62番地（住友生命京都ビル3階）
- 神戸オフィス（兵庫県エリア担当）
  - 〒650-0033：兵庫県神戸市中央区江戸町95番地（井門神戸ビル）
- 広島オフィス（広島県エリア担当）
  - 〒730-0041：広島県広島市中区小町1番25号（タケダ広島ビル2階）
- 高松オフィス（香川県エリア担当）
  - 〒760-0023：香川県高松市寿町一丁目3番2号（高松第一生命ビル）
- 福岡オフィス（福岡県エリア担当）
  - 〒812-0027：福岡県福岡市博多区下川端町9番12号（福岡武田ビル5階）
- 札幌グループ（道央・道北・道南・道東エリア担当）
  - 〒060-0001：北海道札幌市中央区北1条西13丁目4番地（タケダ札幌ビル）
- 東北第一グループ、東北第二グループ（北東北・南東北エリア担当）
  - 〒980-0014：宮城県仙台市青葉区本町二丁目18番21号（タケダ仙台ビル2階）
- 北関東グループ（北関東エリア担当）
  - 〒321-0953：栃木県宇都宮市東宿郷三丁目1番1号（中央宇都宮ビル）
- 埼玉グループ・長野山梨グループ（埼玉・長野・山梨エリア担当）
  - 〒330-0854：埼玉県さいたま市大宮区桜木町一丁目11番地3（八十二大宮ビル）
- 新潟グループ（新潟エリア担当）
- 千葉グループ（千葉エリア担当）
  - 〒273-0012：千葉県船橋市浜町二丁目1番1号（ららぽーと三井ビルディング）
- 東京第一グループ、東京第二グループ、東京第三グループ（東京エリア担当）
  - 〒103-0023：東京都中央区日本橋本町三丁目7番2号（MFPR日本橋本町ビル）
- 神奈川第一グループ、神奈川第二グループ（神奈川エリア担当）
  - 〒244-0805：神奈川県横浜市戸塚区川上町90番地6（東戸塚ウエストビル）
- 東海第一グループ（静岡勤務エリア担当）
  - 〒420-0851：静岡県静岡市葵区黒金町11番7号（三井生命静岡ビル）
- 東海第一グループ、東海第二グループ、東海第三グループ（東海・北陸エリア担当）
  - 〒460-0003：愛知県名古屋市中区錦二丁目4番3号（錦パークビル）
- 大阪第一グループ（大阪エリア担当）、大阪第二グループ（奈良・和歌山エリア担当）
  - 〒541-0048：大阪府大阪市中央区瓦町三丁目1番9号
- 京都グループ（京滋エリア担当）
  - 〒600-8492：京都府京都市下京区四条通新町東入ル月鉾町62番地（住友生命京都ビル3階）
- 神戸グループ（兵庫エリア担当）
  - 〒650-0033：兵庫県神戸市中央区江戸町95番地（井門神戸ビル）
- 中国グループ（中国エリア担当）
  - 〒730-0041：広島県広島市中区小町1番25号（タケダ広島ビル2階）
- 四国グループ（四国エリア担当）
  - 〒760-0023：香川県高松市寿町一丁目3番2号（高松第一生命ビル）
- 九州第一グループ（福岡地方・北九州地方・筑後地方エリア担当）
  - 〒812-0027：福岡県福岡市博多区下川端町9番12号（福岡武田ビル5階）
- 九州第二グループ（佐賀・長崎・熊本エリア担当）
  - 〒812-0027：福岡県福岡市博多区下川端町9番12号（福岡武田ビル5階）
- 九州第三グループ（大分・宮崎・鹿児島・沖縄エリア担当）
  - 〒812-0027：福岡県福岡市博多区下川端町9番12号（福岡武田ビル5階）

### 工場・研究所
- 福崎工場
  - 〒679-2285：兵庫県神崎郡福崎町西治767番地7
- 唐津工場
  - 〒847-0832：佐賀県唐津市石志4228番1
- コーベクリエイティブセンター
  - 〒651-2241：兵庫県神戸市西区室谷一丁目5番4号
- オキュラーサイエンス研究所・神戸研究室
  - 〒650-0047：兵庫県神戸市中央区港島南町一丁目5番5号（神戸バイオメディカル創造センター）

### 海外
- センジュ オキュラーサイエンス研究所・オレゴン研究室
- 千寿製薬株式会社 北京事務所
- 千寿製薬株式会社 ハノイ事務所
- 千寿製薬株式会社 モスカワ事務所
- センジュ USA株式会社
- 千寿製薬科技（北京）有限公司